# Champs de tulipes, Hollande
Champs de tulipes, Hollande est un tableau de Claude Monet réalisé en 1886, lors de son troisième voyage aux Pays-Bas. Il est exposé au Musée d’Orsay.

## Contexte
Monet connaît bien les Pays-Bas. Il y a séjourné plusieurs mois d’été en 1871 et plusieurs semaines en hiver au début de 1874. En 1886, il répond favorablement à une invitation d’un diplomate de la Légation française de La Haye qui apprécie ses œuvres, et souhaite lui faire découvrir sur place les champs de tulipes en fleurs. Son voyage est court, mais prolifique. En à peine plus d’une semaine, il produit cinq toiles, bien qu’au premier abord, les couleurs lui semblent impossible à représenter. Ce tableau ne permet pas d’identifier précisément le lieu représenté.

## Composition
Monet utilise un dégradé de couleurs favorisant la mise en perspective. Elle est accentuée par une représentation passant du détaillé, au premier plan, au suggéré, à l’arrière-plan. Le moulin, massif, permet d’assurer le lien entre le ciel et la terre.

## Devenir
L’œuvre est exposée lors de la 5e exposition internationale de peinture et de sculpture qui s’est ouverte le 15 juin 1886 à la galerie Georges Petit,.
Acquise dès juillet par une collectionneuse, elle reste en sa possession jusqu’à un legs à l’État français en 1943. Exposée au musée du Louvre, elle est ensuite transférée au Musée d’Orsay à sa création en 1986.
Elle a participé à plus de vingt expositions, en Europe, au Maroc, aux États-Unis, au Japon, au Mexique, à Singapour et en Australie.